# Roman Rozna
Roman Rozna (n. 25 martie 1976, Cernița, Mălăiești, Unitățile administrativ-teritoriale din Stînga Nistrului, Republica Moldova) este un fost atlet moldovean, specializat în proba de aruncarea ciocanului.

## Carieră
Sportivul a participat la Universiada din 1997 în probele de aruncarea greutății și aruncarea discului. Apoi s-a apucat de aruncarea ciocanului și a devenit de șase ori campion național. De trei ori a participat la Jocurile Olimpice, în 2000, 2004 și 2008. La Universiada din 2001 s-a clasat pe locul 12 și la Universiada din 2003 a ocupat locul 7.

## Realizări
| An   | Competiție           | Locație              | Loc | Eveniment | Note    |
| ---- | -------------------- | -------------------- | --- | --------- | ------- |
| 1997 | Universiada          | Catania, Italia      | 17  | greutate  | 16,55 m |
| 1997 | Universiada          | Catania, Italia      | 22  | disc      | 47,08 m |
| 2000 | Jocurile Olimpice    | Sydney, Australia    | 40  | ciocan    | 68,01 m |
| 2001 | Universiada          | Beijing, China       | 12  | ciocan    | 66,71 m |
| 2003 | Universiada          | Daegu, Coreea de Sud | 7   | ciocan    | 69,02 m |
| 2004 | Jocurile Olimpice    | Atena, Grecia        | 27  | ciocan    | 71,78 m |
| 2005 | Campionatul Mondial  | Helsinki, Finlanda   | 22  | ciocan    | 71,52 m |
| 2006 | Campionatul European | Göteborg, Suedia     | 20  | ciocan    | 68,21 m |
| 2008 | Jocurile Olimpice    | Beijing, China       | 26  | ciocan    | 71,33 m |

## Recorduri personale
| Probă  | Performanță | Dată          | Locație |
| ------ | ----------- | ------------- | ------- |
| Ciocan | 76,62 m     | 28 iunie 2003 | Minsk   |

## Legături externe
- en Roman Rozna la World Athletics
- en Roman Rozna la Olympedia.org
- en  Roman Rozna la athleticspodium.com